# Theresa May
Theresa Mary May PC (cognom de soltera Brasier; Eastbourne, Anglaterra, 1 d'octubre de 1956) és una política britànica, membre del Partit Conservador, primera ministra del Regne Unit fins a la seva dimissió el 24 de juny de 2019. Anteriorment havia sigut ministra de l'Interior.
May va ser elegida per primera vegada com a membre del Parlament el 1997 per la circumscripció de Maidenhead. Va arribar a ser nomenada presidenta del Partit Conservador i va ser jurat del Molt Honorable Consell Privat de La seva Majestat el 2002.
Va exercir diversos càrrecs en els gabinets en l'ombra de Iain Duncan Smith, Michael Howard i David Cameron, inclòs el de ser líder en l'ombra de la Cambra dels comuns i Secretària en l'ombra d'Estat per al treball i les pensions.
Quan David Cameron va esdevenir primer ministre al maig de 2010, May va ser nomenada ministra de l'interior i ministra de la dona i la igualtat; (va delegar l'últim càrrec el 2012 en Maria Miller). A la fi de juny de 2016, després que Cameron anunciés que renunciaria al càrrec de primer ministre abans d'octubre de 2016, May va anunciar la seva candidatura per succeir-lo, partint com a favorita. Posteriorment, després de la renúncia d'Andrea Leadsom a la seva candidatura com a líder del partit Conservador, Theresa May va quedar com a única candidata, i s'anuncià que seria nomenada Primera Ministra el 13 de juliol de 2016.

## Primers anys de vida, educació i carrera

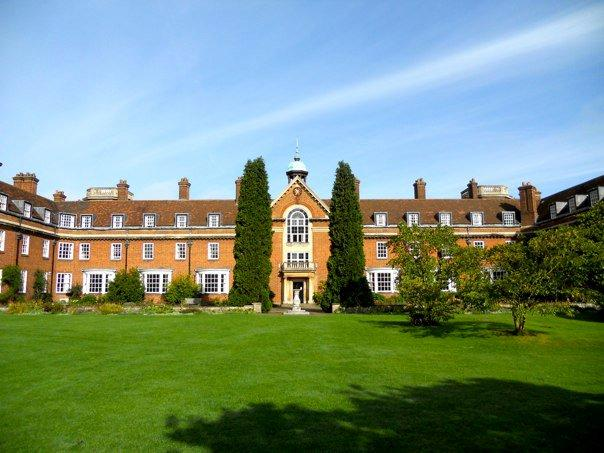
Universitat Sant Hugh, Oxford

Nascuda l'1 d'octubre de 1956 a Eastbourne, Sussex, May és la filla del reverend Hubert Brasier, un clergue anglicà i Zaidee (de soltera Barnes) Brasier.
May va ser educada a les escoles primàries i de gramàtica en el sector estatal, així com un curt període en una escola catòlica independent. Al principi ella va assistir a l'escola primària Heythrop, a Oxfordshire, seguit de l'escola convent de Santa Juliana per a dones, una escola independent catòlica Romana a Begbroke, que es va tancar el 1984. A l'edat de 13 anys, es va guanyar un lloc a l'antiga escola secundària femenina de Holton Park, a Wheatley, Oxfordshire. El 1971, l'escola va ser abolida i es va convertir en la seu de la nova escola Wheatley Park School durant el seu temps com a alumna. May llavors va anar a la Universitat d'Oxford, on va estudiar Geografia a la universitat de Sant Hugh, on es va graduar amb un BA (Hons) el 1977.
Entre 1977 i 1983 May va treballar al Banc d'Anglaterra, i de 1985 a 1997 com a consultora financera i assessora en assumptes internacionals en l'Associació de Serveis de compensació de pagaments. Va servir com a regidora de la ciutat de Londres de Merton 1986-1994, on va ser presidenta d'educació (1988-1990) i diputada capdavantera del Grup i portaveu d'habitatge (1992-1994). En les eleccions generals de 1992 May va intentar sense èxit aconseguir un escó al parlament per North West Durham i posteriorment, després de la mort del membre del partit laborista del parlament per Barking Jo Richardson, intentà guanyar-ne l'escó, encara que tampoc el va aconseguir. En les eleccions generals de 1997 May va aconseguir un escó al parlament com a membre del partit conservador per Maidenhead.

## Membre del Parlament
Una vegada dins del Parlament, May va esdevenir un membre de l'equip de l'oposició frontal de William Hague, com a portaveu en l'ombra per a escoles, persones amb discapacitat i les dones (1998-juny de 1999). Ella va esdevenir la primera dels diputats de 1997 a entrar en el gabinet de l'ombra, quan en 1999 va ser nomenada la secretària en l'ombra d'educació i ocupació. Després de les eleccions de 2001 el nou líder conservador Iain Duncan Smith la va mantenir en el gabinet en l'ombra, aquest canvi en la cartera de transport.
May va ser nomenada la primera dona presidenta del Partit Conservador al juliol de 2002. Durant el seu discurs en la conferència del Partit Conservador el 2002 en explicar per què, en la seva opinió, el seu partit ha de canviar, que va encunyar la frase que els conservadors van ser llavors percebut com el «Nasty Party» («partit desagradable»). el 2003, ella va ser jurat del Consell Privat, i nomenada secretària en l'ombra d'Estat de transport, després de l'elecció de Michael Howard com el líder del Partit Conservador i capdavanter de l'oposició al novembre d'aquest any. El juny de 2004 va ser traslladada a la nova posició com a secretària en l'ombra d'Estat de Família. Després de les eleccions de 2005 la cartera de May es va ampliar i va esdevenir secretària en l'ombra d'Estat de cultura, mitjans i Esport sense deixar de ser secretària en l'ombra d'Estat de Família. David Cameron la va nomenar líder en l'ombra de la Cambra dels comuns al desembre de 2005 després de la seva adhesió a la dirigencia. El gener de 2009 May es va fer secretària en l'ombra d'Estat de treball i pensions.
El 6 de maig de 2010, May va ser reelegida diputada per Maidenhead amb una majoria creixent de 16,769, el 60 % dels vots. Això va seguir a un intent fallit anterior de llevar-li el lloc a ella el 2005 com un dels principals objectius de «decapitació d'estratègia» dels demòcrates liberals.

## Ministra de l'Interior

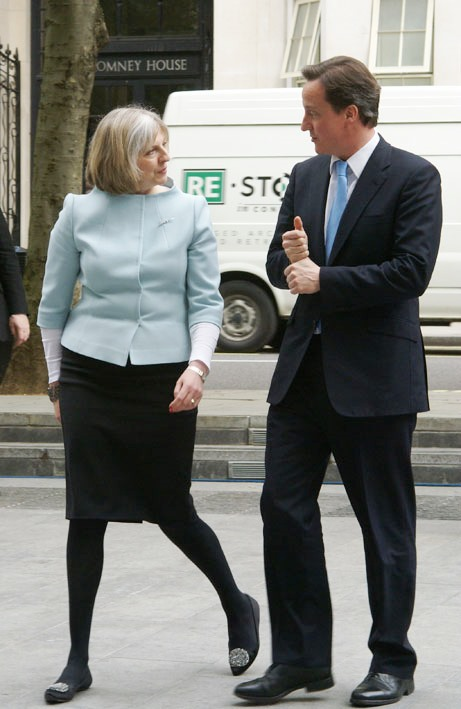
May amb el primer ministre del Regne Unit David Cameron

El 12 de maig de 2010, Theresa May, va ser nomenada Ministra de l'Interior i Ministra de la Dona i la Igualtat pel primer ministre, David Cameron, com a part del seu primer gabinet, convertint-se en la quarta dona a ocupar un dels grans càrrecs d'Estat del Regne Unit, després de (per ordre d'antiguitat) Margaret Thatcher (primera ministre), Margaret Beckett (ministra de Relacions Exteriors) i Jacqui Smith (Ministra de l'interior). Com a ministra de l'interior, May també és membre del Consell Nacional de Seguretat (Regne Unit). El debut de May com a Ministra de l'Interior va estar implicat bàsicament en diverses de les mesures anteriors del govern de laborista sobre la recopilació de dades i la vigilància a Anglaterra i Gal·les. Per mitjà d'un projecte de llei que va esdevenir la llei de documents d'identitat de 2010, es va produir l'abolició de documents nacionals d'identitat del govern laborista i l'esquema de base de dades i també va reformar la normativa sobre la conservació de mostres d'ADN de sospitosos i controls en l'ús de càmeres de CCTV. el 20 de maig de 2010, May va anunciar l'ajornament de la deportació als EE.UU. del presumpte pirata informàtic Gary McKinnon. També va suspendre el sistema de registre per als cuidadors dels nens i les persones vulnerables. El 4 d'agost 2010 es va informar que May va rebutjar el règim de l'anterior Govern laborista que va proposar «seguir ordres» per protegir a les dones contra la violència domèstica prohibint als abusadores apropar-se a la casa de la víctima. A això li va seguir el 6 d'agost de 2010 pel tancament de la base de dades del Govern anterior «ContactPoint» d'11 milions de nens menors de 18 anys dissenyat per protegir els nens en el deixant de l'escàndol d'abús infantil de Victoria Climbié.
El 2 de juny de 2010, May va enfrontar el seu primer incident greu de seguretat nacional com a ministra de l'interior amb els tirotejos en Cumbria. May va realitzar el seu primer discurs en la Cambra dels comuns com a ministra de l'interior en un comunicat sobre l'incident, després de visitar a les víctimes amb el primer ministre. També al juny de 2010, May va prohibir que l'indi predicador musulmà Zakir Naik entrés en el Regne Unit, dos funcionaris del ministeri de l'interior que estaven en desacord amb la política del Govern d'excloure Zakir Naik de Gran Bretanya van ser suspesos de les seves funcions. A la fi de juny de 2010, May va anunciar plans per a una tapa temporal sobre visats del Regne Unit per als immigrants no comunitaris. El moviment va expressar la seva preocupació per l'impacte en l'economia del Regne Unit. En la seva intervenció en la conferència d'Associació de Caps de Policia (ACPO) el 29 de juny de 2010, May va anunciar retallades radicals al pressupost del ministeri de l'interior, que podrien donar lloc a una reducció en el nombre de la policia. El juliol de 2010, es va informar que May havia mantingut correspondència amb Kate i Gerry McCann, els pares de la nena desapareguda Madeleine McCann. L'agost de 2010, May va assistir a una reunió privada amb el senyor i la senyora McCann per discutir el seu cas.
El juliol de 2010, May es va presentar a la Cambra dels comuns amb propostes per a una revisió fonamental de la seguretat i la lluita contra el terrorisme legislació anterior del Govern laborista, com «parar i registrar» poders, i la seva intenció de revisar el límit de 28 dies en la detenció de sospitosos de terrorisme sense càrrecs. A mitjan juliol de 2010, May va supervisar un segon incident armat major al nord d'Anglaterra amb una operació policial d'una setmana sense èxit per capturar i detenir a Raoul Moat, exconvicte que va disparar a tres persones, matant a un. El sospitós després es va pegar un tir. Durant l'incident, Moat va rebre un tret amb una pistola elèctrica a llarga distància. Més tard es va saber que l'empresa de subministrament de l'arma d'electrochoque, Pro-Tect, havia incomplert la seva llicència mitjançant el subministrament a la policia directament amb l'arma. La seva llicència va ser revocada pel ministeri de l'interior després del tiroteig de Moat. L'1 d'octubre de 2010, la BBC va informar que el director de la companyia, Peter Boatman, pel que sembla s'havia suïcidat per l'incident.
L'agost de 2010, May va prohibir a la Lliga de Defensa Anglesa la celebració d'una marxa en Bradford, West Yorkshire, el 28 d'agost. La Lliga de Defensa Anglesa va protestar en contra de la prohibició, al·legant que planejaven una «manifestació pacífica». Al voltant de les 2 de la tarda del dia de la prohibició, es van registrar violents disturbis en Bradford entre els membres del EDL i els seus oponents, demanant la intervenció de la policia antidisturbis.
A principis de setembre de 2010, les denúncies ressorgeixen pel que fa a l'escàndol d'escoltes telefòniques en relació amb el qual els periodistes de periòdics sensacionalistes havien estat empresonats el 2009 per interceptar els missatges de telefonia mòbil de les principals figures públiques. Es tractava d'una periodista emprada pel News of the World de l'editor Andy Coulson, que més tard s'havia convertit en director de comunicacions del primer ministre David Cameron. (Coulson va ser absolt de qualsevol paper en els incidents micròfons ocults durant una recerca en la Cambra dels comuns el 2009.) El candidat a líder del Partit Laborista Ed Balls va demanar a la ministra de l'interior fer una declaració davant la Càmera sobre l'assumpte. El 5 de setembre, May va dir a la BBC que hi havia «motius per a una recerca pública». La Policia Metropolitana va dir que podria considerar tornar a examinar l'evidència sobre els al·legats. El 6 de setembre de 2010, May va enfrontar preguntes parlamentàries sobre les al·legacions després d'una intervenció del President de la Cambra dels comuns.
El 9 de desembre de 2010, arran de les manifestacions estudiantils violentes al centre de Londres en contra dels augments a les taxes de matrícula d'educació superior, May va elogiar l'actuació de la policia en el control de les manifestacions, però va ser descrita pel Daily Telegraph com «sota una creixent pressió política» a causa del seu maneig de les protestes.
Al desembre de 2010, May va declarar que el desplegament de canons d'aigua per les forces policials a Gran Bretanya era una decisió operativa que s'ha «resistit fins ara pels oficials superiors de la policia». El 9 d'agost de 2011, May va rebutjar el seu ús i va dir: «la forma dels policies a Gran Bretanya no és a través de l'ús de canons d'aigua. La forma de la policia a Gran Bretanya és a través del consentiment de les comunitats». May va dir: «Condemno totalment la violència a Tottenham… Tal menyspreu per la seguretat pública i la propietat no serà tolerat, i la Policia Metropolitana té tot el meu suport per restablir l'ordre». Ella va tornar al Regne Unit de vacances a reunir-se amb funcionaris superiors de la policia el 8 d'agost.
Arran dels disturbis May va instar a la identificació de la major quantitat possible dels joves delinqüents involucrats. Ella va dir: «quan jo vaig estar a Manchester la setmana passada, la qüestió es va plantejar a mi sobre l'anonimat dels menors que siguin oposats culpables de crims d'aquest tipus La Fiscalia de la Corona és ordenar els fiscals per sol·licitar l'anonimat per ser aixecat en qualsevol. cas de joves que pensen que és d'interès públic. la llei actualment protegeix la identitat de qualsevol sospitós conformement a l'edat de 18 anys, fins i tot si són condemnats, sinó que també permet que una aplicació té tals restriccions aixecat, si ho considera convenient». May va agregar que «el que he demanat és que l'orientació CPS ha d'anar als fiscals i dir que sempre que sigui possible, han d'estar demanant l'anonimat dels menors que són declarats culpables d'activitats delictives».
En la Conferència del Partit Conservador, el 4 d'octubre de 2011, mentre que argumentava perquè la llei de drets humans havia de ser modificada, May va donar l'exemple d'un estranger que els tribunals van dictaminar se li va permetre romandre en el Regne Unit, «perquè - i no estic inventant això - tenia un gat». En resposta, la Cort Real de Justícia va emetre una declaració, negant que aquesta va ser la raó de la decisió del tribunal en aquest cas, i afirmant que la veritable raó era que ell estava en una relació genuïna amb una parella britànica, i ser amo d'un gat era simplement un dels molts elements de prova donades a demostrar que la relació era «genuïna». El Ministeri de l'Interior no havia aplicat les seves pròpies regles per fer front a les parelles de fet de les persones assentades en el Regne Unit. El secretari de Justícia, Ken Clarke, posteriorment va qualificar els comentaris de May com a «ridículs i infantils».
Al maig de 2012, May va expressar el seu suport a la introducció del matrimoni del mateix sexe mitjançant l'enregistrament d'un vídeo per a la campanya Out4Marriage.

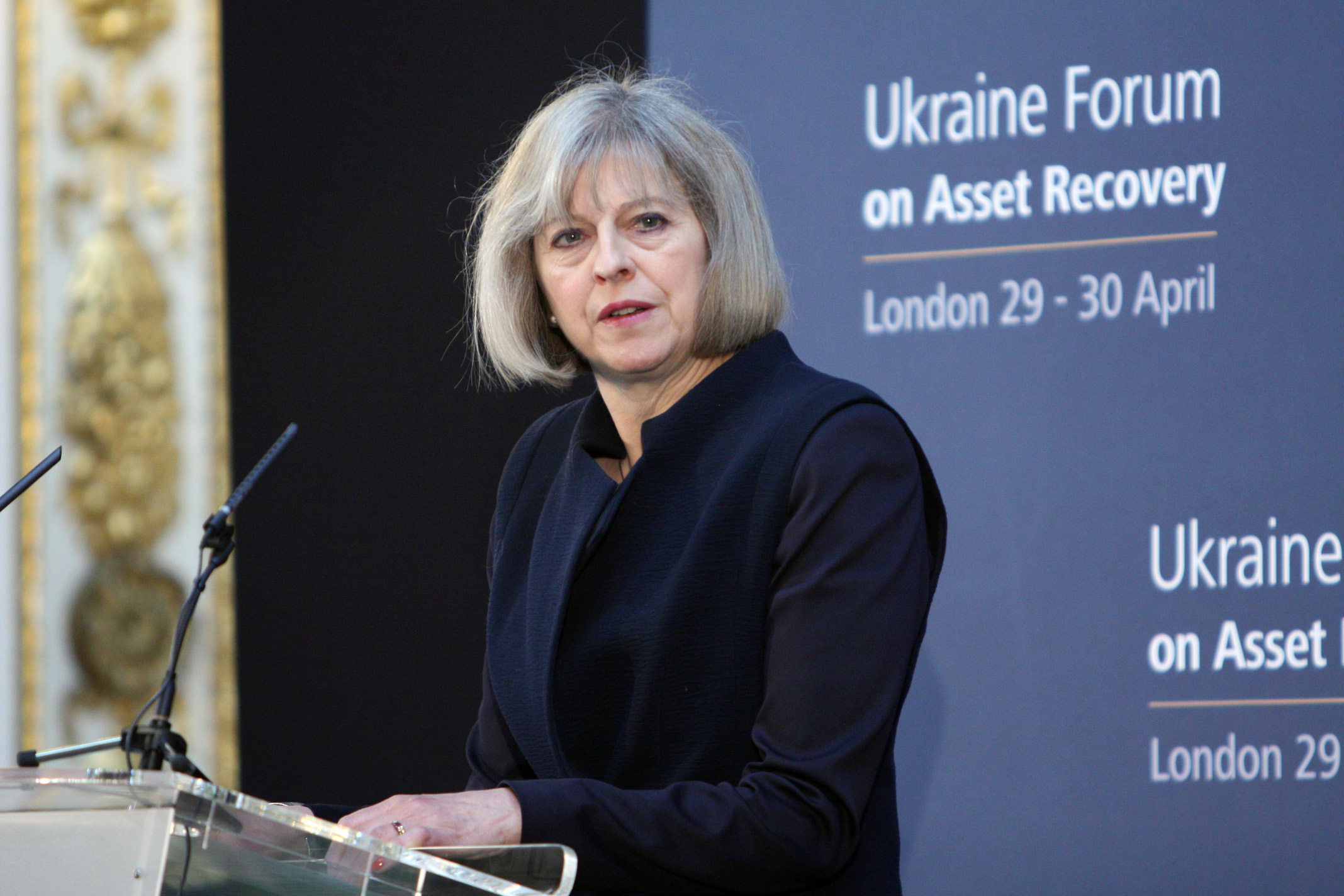
May intervenint en el Fòrum d'Ucraïna sobre la recuperació d'actius el 2014.

El juny de 2012, May va ser acusada de «conducta inacceptable i lamentable», es diu que ha demostrat un total menyspreu d'un acord legal per alliberar a un algerià d'un centre de detenció d'immigració del Regne Unit. A mesura que el temps permetrà al reclús ser alliberat, Pot evitar més sancions, incloent multes o penes de presó.
El juny de 2013, May va signar una ordre que prohibeix a Pamela Geller i Robert Spencer, dos bloggers nord-americans que co-van fundar el grup anti-musulmà Stop Islamization of America, l'entrada al Regne Unit basant-se en què la seva presència no seria «propici pel ben públic». La parella havia estat convidada per la Lliga de Defensa Anglesa a assistir a una marxa en Woolwich, on Drummer Llegeix Rigby havia mort a principis d'aquest any. El grup de pressió Hope not Hate havia liderat una campanya per excloure la parella, a qui el Ministeri de l'Interior va descriure com a «altaveus inflamatorias que promouen l'odi».
El 29 d'agost de 2014, el govern britànic va elevar el nivell d'amenaça terrorista a «greu», el primer ministre David Cameron i May van advertir que un atac terrorista era «molt probable», després d'entrar a la prominència de l'Estat Islàmic de l'Iraq i el Llevant. May va admetre que, encara que el nivell d'amenaça s'ha anat d'excursió a la segona més alta possible, no va haver-hi advertiment d'intel·ligència d'un atac imminent.

### Reorganització de la policia
El 26 de juliol de 2010, May va anunciar en la Cambra dels comuns un conjunt de mesures de reformes a la policia a Anglaterra i Gal·les. L'agència de crim central del Govern laborista anterior, Soca (Serious Organised Crime Agency) havia de ser reemplaçada per una nova agència nacional de delinqüència. Igual que la proposta de programes electorals generals insígnia del partit conservador 2010, per una «Big Society» (gran societat), basada en l'acció voluntària, May també proposa augmentar el paper dels «reservistas» civils per al control de la delinqüència. Les reformes van ser rebutjades per l'oposició, el partit laborista.
Arran de les accions d'una minoria de bloc negre a destrossar tendes i negocis presumptament imposats evitant el dia de la marxa el 26 de març TUC, la ministra de l'interior va donar a conèixer les reformes, frenar el dret a la protesta, incloent donar policia poders addicionals per eliminar individus emmascarats i per vigilar els llocs de xarxes socials per prevenir protestes il·legals sense el consentiment o notificació de la policia.

### Comportament antisocial
El 28 de juliol de 2010, May va proposar revisar la legislació de comportament antisocial del govern laborista anterior, la legislació de senyalització de l'abolició de la «Anti-Social Behaviour Order» (ordre de comportament antisocial) (ASBO). Ella va identificar l'alt nivell de la política de fracàs amb gairebé la meitat d'antisocials en una bretxa entre 2000 i 2008, portant a «fast-track» (via ràpida) condemnes penals. May va proposar un enfocament menys punitiu, basat en la comunitat per combatre el desordre social. May va suggerir que la política de comportament antisocial «ha de ser posada de cap», revertint el paper d'ASBO com l'emblemàtic crim de control polític de la legislació Laborista. Com era d'esperar, els exministres de l'interior del partit laborista David Blunkett (qui va introduir ordres per conducta antisocial) i Alan Johnson van expressar la seva desaprovació de les propostes.

### Restriccions a la migració familiar
L'11 de juny de 2012, May, com a ministra de l'Interior, va anunciar al Parlament que s'introduiran noves restriccions, destinades a reduir el nombre migrants familiars de l'espai econòmic europeu. Els canvis estaven destinats principalment a aplicar-se als nous sol·licitants a partir del 9 de juliol de 2012. Les noves normes van entrar en vigor el 9 de juliol 2012 permetent que només els ciutadans britànics que guanyen més de £18,600 i tenen un estalvi mínim de £16,000 poguessin portar al seu cònjuge o als seus fills a viure amb ells en el Regne Unit. Aquesta xifra augmentaria significativament en cas que també es presentaran sol·licituds de visat per als nens. També va augmentar l'actual període de prova de dos anys a cinc anys per als socis. Les normes també impedeixen que els dependents adults i ancians s'assenteixen en el Regne Unit tret que puguin demostrar que, com a conseqüència de l'edat, la malaltia o la discapacitat, requereixen un nivell de cura personal a llarg termini que només pot ser proporcionat per un familiar en el Regne Unit. Les regles van ser introduïdes per la «back door» (porta posterior) sense un debat adequat, i van ser criticades després de ser arbitràries, dividint a les famílies, la qual cosa altera la integració d'una varietat de diferents grups de la societat civil. Un MP, qui estava preocupat per això, es va dirigir a May al Parlament sobre si s'havia examinat l'impacte en les comunitats i les famílies amb ingressos modests, però no va rebre resposta directa. Liberty va arribar a la conclusió que les noves normes van mostrar poca atenció a l'impacte que ho farien tenir en les famílies genuïnes. El All-party parliamentary group (Grup Parlamentari de tots els partits) van realitzar una recerca sobre migració basada en l'evidència sobre l'impacte de les normes i va concloure en el seu informe que les regles estaven causant als nens molt petits ser separats dels seus pares i podria exiliar-se a ciutadans britànics des del Regne Unit.

### Llei d'Immigració 2014
Mayer va presentar davant la Cambra dels comuns la llei d'immigració a l'octubre de 2013. Va ser aprovada el 14 de maig de 2014, amb la qual cosa va esdevenir la llei d'immigració de 2014. Això es va considerar més tard una «fita» de James Brokenshire MP, el seu subordinat ministre d'Estat, en un article en el qual es va revelar el nombre d'immigrants de fora de la UE per a l'any a setembre de 2014 i ha augmentat de 243.000 a 292.000.

### Crisi migratòria europea
May va rebutjar la proposta de quotes de refugiats obligatòries de la Unió Europea. Ella va dir que era important ajudar a les persones que viuen a les regions de zona de guerra i camps de refugiats, però «no els que són forts i prou rics com per venir a Europa». Al maig de 2016, The Daily Telegraph va informar que s'havia tractat de salvar 4 milions de £ en rebutjar un projecte d'intel·ligència que consistia a utilitzar avions de vigilància per detectar vaixells d'immigrants il·legals.

## Ministra de la Dona i la Igualtat

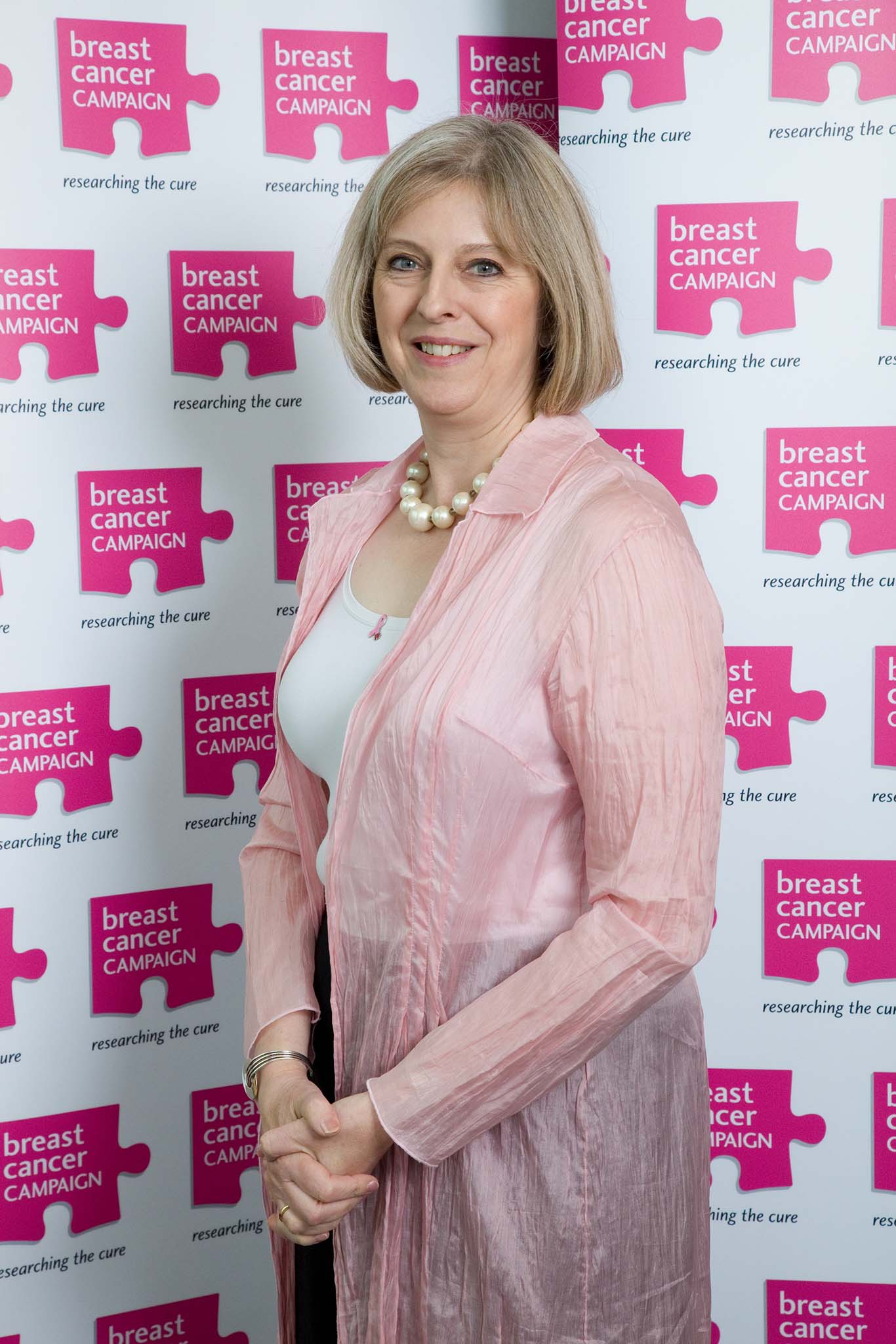
May en una campanya contra el càncer de mama.

El nomenament de May com a Ministra de la Dona i la Igualtat va ser inicialment criticat per alguns membres del LGBT, ja que ella havia votat en contra de la reducció de l'edat de consentiment (en 1998) i en contra de l'adopció homoparental (en 2002), votant en canvi a favor de les unions civils. Més tard va declarar, durant una aparició al programa de televisió de la BBC Question Time (torn de preguntes), que havia «canviat d'opinió» sobre l'adopció gai. En un article de Pink News al juny de 2010, May va aclarir les seves propostes per a la millora dels drets LGBT, incloent mesurades per fer front a l'homofòbia en l'esport, que advoquen per la necessitat que té la societat britànica de «canvi cultural».
El 2 de juliol de 2010, May va declarar que recolzaria lleis contra la discriminació del govern laborista anterior consagrat en la llei d'igualtat de 2010, malgrat haver-se oposat prèviament aquesta legislació. La llei d'igualtat va entrar en vigor a Anglaterra, Gal·les i Escòcia l'1 d'octubre 2010.
El 17 de novembre de 2010, May va anunciar que la legislació «soci-economic duty» (deure socioeconòmic) (àlies de «La llei de Harman») anava a ser rebutjada. Això hauria requerit organismes públics a considerar com poden reduir les desigualtats socioeconòmiques en prendre decisions sobre la despesa i els serveis; la legislació va ser part de la llei d'igualtat que no va entrar en vigor a l'octubre i va ser posat a la revisió per ser inviable.

### Islamófoba de l'any 2015
En els «premis anuals de islamofobia» de la Comissió Islàmica de drets humans el 2015, May va ser votada com la major islamófoba de l'any. El lloc web de la CIDH, va citar els seus desmuntatges britànics de la seva ciutadania sense el degut procés, altres lleis contra el terrorisme i l'estratègia d'evitar, en exemples del seu islamofobia.

## Candidatura a líder del Partit Conservador
El 30 de juny de 2016, May va anunciar formalment la seva candidatura per liderar el Partit Conservador i reemplaçar al primer ministre David Cameron, qui havia renunciat després del referèndum sobre la permanència del Regne Unit en la Unió Europea. May va posar l'accent en la necessitat d'unitat dins del partit, independentment de les posicions sobre sortir de la UE. «La campanya es va lliurar... i el públic va donar el seu veredicte. No ha d'haver-hi cap intent de romandre dins de la UE, ni intents per tornar-se a integrar per la porta de darrere ni una segona consulta. Brexit significa Brexit», va dir May, afegint que no s'ha d'activar l'article 50 del tractat de Lisboa fins a finals de 2016. May es va descriure a si mateixa com una candidata que va a unificar al partit després d'un referèndum de divisió.
L'1 de juliol de 2016, May va rebre gran suport dins del partit conservador, inclòs el suport de més de 100 membres del parlament i quatre ministres del gabinet.
May va guanyar la primera volta de les eleccions el 5 de juliol de 2016, rebent el suport de 165 parlamentaris, mentre que Andrea Leadsom va rebre 66 vots i Michael Gove 48 vots. Segons The Guardian, «és gairebé segur que May serà un dels dos candidats finals». Després que els resultats es van donar a conèixer, May va dir que estava «contenta i agraïda» pel suport d'altres parlamentaris i va confirmar que la seva intenció és unir tant el partit com el Regne Unit, així com la negociació del «millor tracte possible a mesura que deixem la UE i per fer que Gran Bretanya funcioni per a tots».
El 7 de juliol de 2016 es va realitzar la segona votació, May va arribar en primer lloc amb una majoria aclaparant de 199 vots contra 84 que va obtenir Andrea Leadsom i 46 Michael Gove que va ser eliminat. Posteriorment, May va dir que estava encantada amb el suport i va resumir els temes, dient que estava segura que el partit li proporcionaria suport. «Aquest cas es redueix a tres coses. Perquè necessitem un lideratge fort per negociar el millor acord per a Gran Bretanya a mesura que deixem la Unió Europea, per unir al nostre partit i el nostre país, i per fer de Gran Bretanya un país que no funcioni per a uns pocs privilegiats sinó per a cadascun de nosaltres».
L'11 de juliol de 2016 la candidata Andrea Leadsom va anunciar que es retirava de la carrera per ser capdavantera del Partit Conservador i primera ministra del Regne Unit, citant la seva falta de suport entre els parlamentaris conservadors. Per la qual cosa, May va ser nomenada líder del Partit Conservador l'11 de juliol i assumí el càrrec de Primera Ministra el 13 de juliol de 2016.

## Primera ministra
Després de la seva victòria en l'elecció de la direcció del Partit Conservador, David Cameron, va anunciar oficialment que dimitirà com a primer ministre del Regne Unit el dimecres 13 de juliol de 2016, amb la finalitat de fer la transició del càrrec a May Amb l'aprovació de la reina, May es convertí en la 96º Primer Ministre del Regne Unit, i la segona dona a ocupar el càrrec després de Margaret Thatcher qui va ser primera ministra des de 1979 fins a 1990. Tot i la seva dimissió com a líder dels conservadors, es va mantenir en el càrrec fins a l'elecció d'un nou cap de files del seu partit.
Theresa May va guanyar les eleccions anticipades de 2017 però perdé la majoria absoluta, doncs el Partit Conservador va obtenir 317 diputats, 14 menys que en les eleccions anteriors, mentre els Partit Laborista obtingué 262, 30 escons més respecte dels comicis de 2015. L'SNP es mantingué com a tercera força amb 35 escons però en baixà 21 i els liberal demòcrates en guanyaren quatre i es consolidaren com a quart partit amb 12.
El 7 de juny del 2019 va presentar la seva dimissió com a líder dels conservadors britànics després de perdre tres votacions per aconseguir que el Parlament aprovés els termes de la negociació amb la Unió Europea per a la seva sortida.

## Controvèrsies

### Els casos d'extradició del Regne Unit/Estats Units
May rebut fortes crítiques per permetre l'extradició de Richard O'Dwyer, un estudiant i fundador del lloc de streaming TVShack. En una enquesta de YouGov més del 70% dels enquestats va estar d'acord amb l'extradició Richard O'Dwyer. May també va ser criticada pel seu maneig en l'extradició de Syed Talha Ahsan. El cas d'extradició d'Ahsan va aixecar controvèrsia a causa de la comparació amb el tractament de Gary McKinnon, l'extradició del qual —s'espera que sigui de 10 dies després d'Ahsan— va ser detingut després del seu diagnòstic mèdic de síndrome de Asperger, i un diagnòstic similar va ser donat a Ahsan. Això va portar a les acusacions d'alguns mitjans de comunicació britànics, ONG de drets humans, així com grups religiosos d'una doble moral racista en la sol·licitud de la llei de la Ministra de l'Interior.

### Prohibició del khat
El juliol de 2013, May va decidir prohibir l'estimulant khat, contra l'opinió del Consell Assessor sobre l'Abús de Drogues. El Consell ha arribat a la conclusió que no hi havia «proves suficients» que causés problemes de salut, mentre que May va argumentar que la possibilitat que fes mal era motiu suficient per prohibir el khat - «Correm el risc de subestimar els danys reals del khat en les nostres comunitats, a causa de les limitacions de la base d'evidència disponible en el ACMD» (Consell Assessor sobre l'ús indegut de drogues).
En explicar el canvi en la classificació May, va dir: «La decisió de tenir el khat baix control és finament equilibrada i presa en compte l'assessorament científic d'experts i aquestes preocupacions més àmplies», i va assenyalar que el producte ja havia estat prohibit en tot el nord d'Europa, més recentment els Països Baixos, la majoria dels altres estats membres de la UE, així com la majoria dels països del G8, incloent Canadà i els Estats Units. Un informe sobre el consum de khat pel ACMD publicat el gener de 2013 ha assenyalat que el producte havia estat associat amb «episodis psicóticos aguts», «malaltia crònica del fetge» i la ruptura familiar.

### Comentaris sobre la detenció de David Miranda
L'agost de 2013, May va ser acusada per Lord Macdonald d'un intent «extremadament lleig i inútil» d'implicar als opositors en la detenció de David Miranda a condonar el terrorisme. May havia assenyalat que ningú es va oposar a la utilització de les lleis polèmiques antiterroristes contra els periodistes que estaven condonant el terrorisme. Macdonald va plantejar la qüestió «perfectament legítim» de trobar l'equilibri entre la seguretat i la llibertat, i va suggerir que «calia esperar i veure el que la revisió independent d'aquest episodi ha de dir abans de començar a acusar la gent d'apologia del terrorisme i ximpleries per l'estil».
D'acord amb el periòdic The Guardian, Miranda es va trobar que han estat portant a un disc dur extern que conté 58.000 documents altament classificats d'intel·ligència del Regne Unit, i la seva detenció va ser governada pel tribunal superior del Regne Unit, que accepten que la detenció de Miranda i la confiscació de material informàtic va ser «una ingerència indirecta amb la llibertat de premsa», però va dir que això va ser justificat per legítimes i «interessos molt urgents» de seguretat nacional.
Els membres de la Comissió mixta dels drets humans (JCHR) al Parlament, van dir que permetent a la policia detenir a sospitosos en els aeroports sense sospita de cerca era «inherentment incompatible» amb els drets humans. Diputats i lores van dir que van acordar que els oficials antiterroristes han de ser capaços de «detenir, qüestionar, sol·licitar documentació i buscar físicament les persones i béns», encara quan no tenen una sospita raonable que un delicte s'hagués comès. Però ells van instar al Govern a introduir noves restriccions a les facultats com un registre corporal, detencions i cerques dels continguts de dispositius electrònics, com a ordinadors portàtils i telèfons intel·ligents, i va dir que aquestes mesures «més intrusivas» només han de tenir lloc quan els agents tinguessin sospita raonable que algú va estar involucrat en el terrorisme.

### «Fi d'un pla de vida» per als malalts mentals sol·licitants d'asil
Sota el seu mandat el Ministeri de l'Interior es va negar a alliberar un malalt mental nigerià en vaga de gana anomenat Isa Muazu que viu en un centre d'asil. Amb la finalitat d'enfortir la postura ferma del Ministeri de l'Interior un pla de «fi de la vida» va ser ofert a l'individu.

### Desacatament al tribunal
El juny de 2012, May va ser acusada de «conducta inacceptable i lamentable», es diu que ha demostrat un total menyspreu d'un acord legal per alliberar a un algerià d'un centre de detenció d'immigració del Regne Unit. A mesura que el temps permetrà al reclús ser alliberat, Pot evitar més sancions, incloent multes o penes de presó.

### Lesbiana ugandesa mor després de ser deportada del Regne Unit
Sota el seu mandat el Ministeri de l'Interior, deporto a una lesbiana ugandesa, Jackie Nanyonjo. El 10 de gener de 2013, l'Agència de Fronteres del Regne Unit li va dir a Nanyonjo que anava a ser deportada en un vol de EgyptAir, malgrat haver sol·licitat una revisió judicial del seu cas. Quan se li va informar a la companyia que Nanyonjo estava sent enviada de tornada contra la seva voluntat, es va negar a portar-la, però Qatar Airways va estar d'acord amb la UKBA (L'Agència de Fronteres del Regne Unit) i la torno a Entebbe.
Ella va estar acompanyada en el vol per quatre escortes de seguretat de Reliance Security, els seus amics van afirmar, que la van copejar durant tot el vol forçant el seu cap entre les seves cames, i van intentar escanyar-la. Al moment en què va deixar l'avió estava vomitant sang de les ferides que havia rebut, però no se li va donar l'atenció mèdica. Quan va ser lliurada als seus familiars, diverses hores després de la seva arribada, i després de romandre detinguda per les autoritats d'Uganda en l'aeroport, va ser portada a una clínica. Ella estava en la clandestinitat com a lesbiana coneguda, protegida pels seus familiars; cada viatge a un metge o hospital implicava un risc per a la seva vida i per a la seguretat de la seva família.

### Prohibició perquè Zakir Naik no entrarà en el Regne Unit
El juny de 2010, May va prohibir que el predicador musulmà Zakir Naik entrarà en el Regne Unit. Com a resultat dos funcionaris del Ministeri de l'Interior van estar en contra de la decisió del Govern d'excloure a Zakir Naik de Gran Bretanya, van ser suspesos de les seves funcions.

### Va retirar del passaport d'un home nascut a l'Iraq, per segona ocasió
Al novembre de 2013, May va retirar el passaport de Hilal Al Jedda, malgrat que havia guanyat un recurs d'apel·lació davant el Tribunal Suprem al novembre de 2013. El Tribunal Suprem havia dictaminat que la derogació del passaport d'Al Jedda era il·legal. Després d'haver entrat en el Regne Unit sota la disfressa d'un sol·licitant d'asil en 1992, per primera vegada va perdre el seu passaport britànic el 2007 després de servir tres anys en un centre de detenció militar a l'Iraq per presumptes delictes de terrorisme. Al Jedda va esdevenir la primera persona a ser despullat dues vegades de la ciutadania britànica.

### Deportació falsa a causa d'un gat
May ha estat objecte de crítiques per l'organització laboral i els drets humans sobre els seus comentaris sobre un cas de deportació que involucra a un home que va lluitar contra la deportació per tots els detalls de la seva relació amb una dona des del Regne Unit, inclòs el fet que tenien un gat.
May utilitza el cas com un exemple d'atac contra la Llei de Drets Humans i en l'article 8 que un immigrant il·legal va evitar la deportació a causa del seu gat, dient que «tots sabem les històries sobre la Llei de Drets Humans... sobre l'immigrant il·legal que no pot ser deportat a causa que, i jo no ho estic inventant, tenia un gat». No obstant això, un portaveu de l'Oficina Judicial en la Cort Real de Justícia, va emetre declaracions en nom d'alts jutges de la Cort, va dir que la mascota tenia no «gens que veure» amb la sentència que permet a l'home quedar-se en el Regne Unit.
Activistes de drets humans van criticar el comentari i van dir que May «necessita amb urgència aclarir els seus fets», mentre que l'Amnistia Internacional va dir que els comentaris de May només van alimentar «mites i conceptes erronis» sobre la Llei de Drets Humans i el fet que «algú en la posició de Theresa May pogués estar tan mal informada com per desfilar una història sobre algú que se li va permetre romandre a Gran Bretanya, a causa que tenia un gat, és gens menys que alarmant».

### Files a les escoles de Birmingham
El juny de 2014, una discussió pública inflamada va sorgir entre el Ministeri de l'Interior i el Ministeri d'Educació sobre la responsabilitat per presumpte extremisme a les escoles de Birmingham. El primer ministre David Cameron intervingut per resoldre la disputa, insistint que May sac a la seva assessora especial Fiona Cunningham per llançar en el seu lloc web una carta confidencial als seus col·legues, i que Michael Gove, el secretari d'Educació, va demanar disculpes al cap de l'oficina de seguretat i lluita contra el terrorisme del Ministeri de l'Interior.

### Endarreriment en el desenvolupament de passaports
A mitjan 2014, l'empresa nord-americana 3M que fa els microxips RFID ocults en els nous passaports, i el seu client, l'Oficina de Passaports, van revelar les denúncies d'un gran endarreriment en el desenvolupament d'aplicacions de processament de passaports. David Cameron va suggerir que això s'havia produït a causa que les oficines de passaports reben un «damunt del normal» 300000-pujada d'aplicacions. Es va revelar, no obstant això, que May havia advertit l'any anterior, al juliol de 2013, que podria ocórrer un augment de 350.000 sol·licituds addicionals a causa de la clausura del processament a l'estranger sota el programa de retallades del canceller Osborne. Més de £600,000 van ser pagats al personal que va ajudar a buidar l'endarreriment.

### Deportació d'activista pakistanès, Liaquat Ali Hazara
Liaquat Ali Hazara, la deportació del qual va ser fixada pel 21 d'octubre de 2014 va fer campanya amb un grup minoritari contra la violència sectària. Gran Bretanya planeja deportar a un destacat activista, malgrat que es deia que havia rebut diverses amenaces de mort pel grup sectari més brutal de la terra i dels militants talibans que coneixien l'adreça de la seva casa i havien estat seguint-ho.

### El Liberal Demòcrata Norman Baker, renúncia al Ministeri de l'Interior
Norman Baker, va renunciar el 3 de novembre de 2014 després de tenir desacords amb el Ministeri de l'Interior i Theresa May Li va dir a The Independent que l'experiència de treballar en el Ministeri de l'Interior havia estat com «caminar pel fang», ell va trobar que els seus plans van ser frustrats per la Ministra de l'Interior i els seus assessors. «S'han considerat com un departament conservador en un govern conservador, mentre que al meu entendre es tracta d'un departament de la Coalició en un govern de coalició», va dir. «Aquesta mentalitat ha emmarcat les coses, la qual cosa significa que he hagut de treballar molt més dur per fer les coses, fins i tot la ministra de l'interior aquesta d'acord que el que ha estat de gran ajuda perquè el Govern i el departament». «Arriba un moment en què vostè no desitja seguir caminant pel fang i vol alliberar-se d'això».

### Exministre Norman Baker, plans de medicaments 'bloquejats' per Theresa May
Norman Baker, el diputat liberal demòcrata i exministre del Ministeri de l'Interior, ha acusat als conservadors d'ignorar la realitat, Baker va donar a conèixer els detalls de les propostes per reformar les lleis de drogues que van ser despullats d'un informe del Govern per la ministra de l'interior. Va dir que la política de drogues ha de basar-se «en l'evidència, no en les doctrines» i que, encara que els conservadors s'oposaven a la liberalització, estaven perdent l'argument sobre el tema. Sota la pressió dels demòcrates liberals, el Ministeri de l'Interior va encarregar un informe que estudia l'evidència internacional sobre l'impacte de la legislació sobre l'ús de drogues. Theresa May, la ministra de l'interior, no oculta el fet que ella no tenia cap entusiasme pel projecte, i quan va ser publicat a l'octubre, amb Baker, prenent la iniciativa a donar-li publicitat, els ministres conservadors van assenyalar que anaven a ignorar-ho.

### Rescat policial de Hillsborough
A la fi de març de 2015, quan es va dissoldre el Parlament, May proporciono un rescat finançat pels contribuents de £10,7 milions a policia de Yorkshire del sud pels costos incorreguts després del desastre de Hillsborough. El Dr. Alan Billings, la policia i el Comissionat de crim per Yorkshire del sud, van expressar decepció al moment de l'anunci.

### Amenaces de mort
Els dies 22-23 de març de 2015, Abu Rahin Aziz, també conegut com a Abu Abdullah al-Britani, un soldat britànic amb l'Estat Islàmic va fer una sèrie de publicacions en Twitter demanant als musulmans britànics matar a Maig

### Decisió de no processar a Lord Janner
El 18 d'abril de 2015, la ministra de l'interior, Theresa May, va dir a la BBC que estava «molt preocupada» per la decisió de no processar a l'ex diputat laborista Lord Greville Janner per acusacions d'abús sexual infantil. Alison Saunders, el director de la Fiscalia, va dir en un comunicat que encara que existeix suficient evidència per presentar càrrecs contra ell, no és apte per ser jutjat.

### Prohibició que Tyler, The Creator ingressi al Regne Unit
L'agost de 2015, al raper Tyler, The Creator li va ser prohibit ingressar al Regne Unit per la ministra de l'interior, Theresa May, en la setmana prèvia a la seva aparició programada en el Festival de Reading i de Leeds. May cita específicament les lletres de l'àlbum Bastard, llançat el 2009, com la raó de la prohibició, això malgrat el fet que Tyler, The Creator havia estat sense cap problema en els festivals de Reading i Leeds el 2011, 2012, 2013 i en altres nombrosos festivals del Regne Unit com el Festival de Glastonbury en el període transcorregut des del llançament de l'àlbum.

## Vida personal i imatge pública
Theresa May, es va casar amb Philip John May el 6 de setembre de 1980; la parella no té fills. Fora de la política, May enumera els seus interessos com caminar i cuinar. Els periodistes han traçat paral·lels entre el canvi de May a roba de dissenyador i el seu ascens polític en fortunes des del seu debut parlamentari.
Des que va arribar a la prominència com una política de primera banca, la imatge pública May ha dividit a l'opinió dels mitjans de comunicació, especialment d'alguns en la tradicionalista premsa de dreta. En comentar sobre el debut de May com a ministra de l'interior, Anne Perkins de The Guardian va assenyalar que «ella no serà titella de ningú», mentre que Cristina Odone de The Daily Telegraph va predir que May era un «estel en ascens» del govern de coalició. Quentin Letts del Daily Mail posteriorment va felicitar a May pel seu rol com a ministra de l'interior, descrivint-la com «imperturbable». I Allegra Stratton, després amb The Guardian, va elogiar a May, com una mostra de visió gerencial. Al febrer de 2013, el diputat laborista Keith Vaz va informar que ha comentat sobre la pèrdua de pes significativa de May, descrivint-la com a «fina» en comparació de la seva anterior figura. May s'havia convertit visiblement més prima a inici del 2013, que s'atribueix a la dieta i l'exercici. No obstant això, més tard es va revelar que havia estat diagnosticada amb diabetis tipus 1.
Les seves despeses parlamentàries han estat «modests» (al voltant de £15.000 entre 2005-2009) en els últims anys.
May és anglicana que adora anar regularment a l'església el diumenge.

## Activisme i reconeixements
Abans i des del seu nomenament al Govern, May recolza activament una varietat de campanyes sobre temes de política en la seva circumscripció i en l'àmbit nacional de la política. Ella ha parlat en la societat Fawcett promovent el tema transversal de la igualtat de gènere. May va ser nominada com una de les dones inspiradores de la societat de 2006.
May és un euroescéptica i ha expressat el seu desig de derogar la llei dels drets humans de 1998.
Ella és la patrona de lectura conservadora a la Universitat de Reading, el major grup polític estudiantil en Berkshire (el Comtat de la seva circumscripció Maidenhead).
May també ha rebut les Claus de la ciutat de Londres, i ha estat admesa en el Gremi de Marketors, una «companyia de librea per a persones majors en la professió de mercadeo»
Al febrer de 2013, Woman's Hour (hora de la dona) de la BBC Radio 4 la va nomenar com la segona dona més poderosa de Gran Bretanya.